# Tim Krul
Timothy Michael "Tim" Krul (phát âm tiếng Hà Lan: [ˈtɪm ˈkrʏl]; sinh ngày 03/04/1988) là một cầu thủ bóng đá người Hà Lan, hiện nay đang thi đấu cho câu lạc bộ Luton Town và đội tuyển quốc gia Hà Lan.
Anh được huấn luyện viên Louis van Gaal triệu tập vào đội hình đội tuyển Hà Lan tham dự World Cup 2014. Anh chỉ được tung vào sân trong vài giây cuối cùng trong trận đấu giữa Hà Lan và Costa Rica thay cho thủ môn chính Jasper Cillessen nhằm mục đích... đá penalty. Và anh đã đổ người đúng hướng cả năm lần đá của Costa Rica, cản phá thành công 2 quả.

## Thống kê sự nghiệp

### Câu lạc bộ
Tính đến 8 tháng 5 năm 2021
| Câu lạc bộ                 | Mùa giải                   | Giải đấu                   | Giải đấu      | Giải đấu     | Cúp quốc gia  | Cúp quốc gia | Cúp liên đoàn | Cúp liên đoàn | Châu lục      | Châu lục     | Tổng cộng     | Tổng cộng    |
| Câu lạc bộ                 | Mùa giải                   | Giải đấu                   | Số lần ra sân | Số bàn thắng | Số lần ra sân | Số bàn thắng | Số lần ra sân | Số bàn thắng  | Số lần ra sân | Số bàn thắng | Số lần ra sân | Số bàn thắng |
| -------------------------- | -------------------------- | -------------------------- | ------------- | ------------ | ------------- | ------------ | ------------- | ------------- | ------------- | ------------ | ------------- | ------------ |
| Newcastle United           | 2006–07                    | Premier League             | 0             | 0            | 0             | 0            | 0             | 0             | 1             | 0            | 1             | 0            |
| Falkirk (mượn)             | 2007–08                    | Scottish Premier League    | 22            | 0            | 2             | 0            | 2             | 0             | —             | —            | 26            | 0            |
| Carlisle United (mượn)     | 2008–09                    | League One                 | 9             | 0            | 0             | 0            | 0             | 0             | —             | —            | 9             | 0            |
| Newcastle United           | 2009–10                    | Championship               | 3             | 0            | 3             | 0            | 2             | 0             | —             | —            | 8             | 0            |
| Newcastle United           | 2010–11                    | Premier League             | 21            | 0            | 1             | 0            | 3             | 0             | —             | —            | 25            | 0            |
| Newcastle United           | 2011–12                    | Premier League             | 38            | 0            | 2             | 0            | 2             | 0             | —             | —            | 42            | 0            |
| Newcastle United           | 2012–13                    | Premier League             | 24            | 0            | 0             | 0            | 0             | 0             | 7             | 0            | 31            | 0            |
| Newcastle United           | 2013–14                    | Premier League             | 36            | 0            | 0             | 0            | 2             | 0             | —             | —            | 38            | 0            |
| Newcastle United           | 2014–15                    | Premier League             | 30            | 0            | 0             | 0            | 1             | 0             | —             | —            | 31            | 0            |
| Newcastle United           | 2015–16                    | Premier League             | 8             | 0            | 0             | 0            | 1             | 0             | —             | —            | 9             | 0            |
| Newcastle United           | 2016–17                    | Championship               | 0             | 0            | 0             | 0            | 0             | 0             | —             | —            | 0             | 0            |
| Ajax (mượn)                | 2016–17                    | Eredivisie                 | 0             | 0            | 0             | 0            | 0             | 0             | —             | —            | 0             | 0            |
| AZ (mượn)                  | 2016–17                    | Eredivisie                 | 4             | 0            | 1             | 0            | 0             | 0             | 2             | 0            | 4             | 0            |
| Brighton & Hove Albion     | 2017-2018                  | Premier League             | 0             | 0            | 4             | 0            | 1             | 0             | __            | __           | 5             | 0            |
| Norwich City               | 2018-2019                  | Premier League             | 46            | 0            | 0             | 0            | 0             | 0             | 0             | 0            | 46            | 0            |
| Tổng cộng Newcastle United | Tổng cộng Newcastle United | Tổng cộng Newcastle United | 160           | 0            | 7             | 0            | 10            | 0             | 8             | 0            | 185           | 0            |
| Norwich City               | 2018–19                    | Championship               | 46            | 0            | 0             | 0            | 0             | 0             | —             | —            | 46            | 0            |
| Norwich City               | 2019–20                    | Premier League             | 36            | 0            | 2             | 0            | 0             | 0             | —             | —            | 38            | 0            |
| Norwich City               | 2020–21                    | Championship               | 36            | 0            | 1             | 0            | 0             | 0             | —             | —            | 37            | 0            |
| Norwich City               | Tổng cộng Norwich City     | Tổng cộng Norwich City     | 118           | 0            | 3             | 0            | 0             | 0             | 0             | 0            | 121           | 0            |
| Tổng cộng sự nghiệp        | Tổng cộng sự nghiệp        | Tổng cộng sự nghiệp        | 331           | 0            | 17            | 0            | 14            | 0             | 14            | 0            | 376           | 0            |

### Đội tuyển quốc gia
Tính đến ngày 30 tháng 3 năm 2021.
| Đội tuyển quốc gia Hà Lan | Đội tuyển quốc gia Hà Lan | Đội tuyển quốc gia Hà Lan |
| Năm                       | Số lần ra sân             | Số bàn thắng              |
| ------------------------- | ------------------------- | ------------------------- |
| 2011                      | 2                         | 0                         |
| 2012                      | 2                         | 0                         |
| 2013                      | 1                         | 0                         |
| 2014                      | 2                         | 0                         |
| 2015                      | 1                         | 0                         |
| 2020                      | 3                         | 0                         |
| 2021                      | 3                         | 0                         |
| Tổng cộng                 | 14                        | 0                         |